# Правило екологічного дублювання
Згідно з правилом (принципом) екологічного дублювання: зникаючий або знищуваний вид живого в рамках одного рівня  екологічної піраміди заміняється іншим функціонально-ценотичним, аналогічним за схемою: дрібний змінює крупного, еволюційно нижче організований — більш високоорганізованого, більш генетично лабільний та мутабільний — менш генетично мінливого.
Оскільки екологічна ніша в біоценозі не може пустувати, екологічне дублювання відбувається обов'язково. Тому, приміром, ми бачимо, як знищуваних копитних в степу замінюють гризуни, а в ряді випадків і рослиноїдні комахи.
Екологічне дублювання допомагає зберегтися біоценозу, тому енергетичний потік, що проходить через нього і  екосистему в цілому, практично мало змінюється. Тому дублювання — один з механізмів підтримання надійності ценозів.
Це найбільш мобільний спосіб їх  адаптації. На підтвердження цього достатньо згадати заміщення дрібними ссавцями великих плазунів мезозойської ери.
Загальний «сенс» дублювання — максимально повне проведення і використання потоку енергії, стабілізація ценозу в мінливих умовах існування. Дана закономірність була сформульована російським ботаніком О. О. Єленкіним (1921 р.) у вигляді принципу рухливої рівноваги: біотичне угруповання зберігається як єдине ціле всупереч регулярним коливанням середовища його існування, але при впливі незвичайних чинників структурно змінюється з перенесенням «точки опори» на інші рослинні компоненти (групи рослин). Якщо незвичайні, нерегулярні фактори впливають тривалий час, то біоценоз формує іншу структуру. Однак слід зауважити, що як правило, зберігаються елементи дублювання у вигляді нечисленних у ценозі видів, які можуть бути мобілізовані в разі нових різких змін середовища.